# Cynthia Rothrock
Cynthia Rothrock (Wilmington, Delaware, 8 de marzo de 1957) es una actriz estadounidense. Es especialista en artes marciales.
Ha sido campeona mundial de karate en formas y armas entre 1981 y 1985. Estas categorías no son orientadas al combate, sino demostraciones de fluidez y habilidad en los movimientos. Por tanto, no están separadas por sexos (solo hay una categoría tanto para hombres como para mujeres).
Posee cinco cinturones negros en varias artes marciales orientales, tales como el tangsudo (coreano), taekwondo (coreano), Garra de Águila (chino), wushu (chino contemporáneo) y Shaolin del Norte (chino clásico). También trabaja como instructora de artes marciales, siendo su arma preferida la espada gancho.

## Primeros años
Rothrock nació el 8 de marzo de 1957 en Wilmington (Delaware). Es hija de Edward y Ann (Exeter) Markowski. Creció en Scranton (Pensilvania) y comenzó a tomar lecciones de artes marciales a los trece años.

## Filmografía
- 1985: Yes, Madam
- 1985: 24 Hours Till Midnight
- 1985: Defend Yourself / Sybervision
- 1986: Millionaire's Express (Shanghai Express)
- 1986: No Retreat, No Surrender 2
- 1987: Magic Crystal
- 1987: Righting Wrongs (también llamada Above the Law; conocida en español como Los héroes jamás se rinden y Por encima de la ley)
- 1988: Inspectors Wear Skirts (también llamada Top Squad)
- 1988: Blonde Fury (Righting Wrongs 2)
- 1988: China O'Brien
- 1988: China O'Brien 2
- 1989: Angel of Fury (Triple Cross)
- 1989: Martial Law
- 1989: Prince of the Sun
- 1990: Deadliest Art: Best of the Martial Arts Films
- 1990: Free Fighter
- 1990: Fast Getaway
- 1990: Martial Law 2 (Undercover)
- 1990: Lady Dragon
- 1990: Tiger Claws
- 1990: Rage and Honor
- 1991: Honor and Glory
- 1991: Rage and Honor 2
- 1991: Lady Dragon 2
- 1992: Undefeatable
- 1992: City Cops (Beyond the Law)
- 1993: Irrisistible Force
- 1993: Guardian Angel
- 1994: Bloody Mary Killer
- 1994: Fast Getaway 2
- 1994: Cinema of Vengeance
- 1994: Eye for an Eye
- 1995: Tiger Claws 2
- 1996: Hercules: The Legendary Journeys (serie de televisión)
- 1996: Sworn to Justice (anteriormente Blond Justice)
- 1996: Checkmate
- 1996: Night Vision
- 1996: The Encyclopedia of Martial Arts-Martial Combat
- 1997: The Hostage
- 1997: Dukes of Hazzard Reunion
- 1997: American Tigers
- 1999: Tiger Claws 3
- 2000: Manhattan Chase
- 2001: Redemption
- 2002: Outside the Law
- 2003: Bala perdida
- 2004: Xtreme Fighter
- 2004: Sci-Fighter
- 2015: The Martial Arts Kid